# Kelloggina bocinae
Kelloggina bocinae är en tvåvingeart som först beskrevs av Lutz 1920.  Kelloggina bocinae ingår i släktet Kelloggina och familjen Blephariceridae. Inga underarter finns listade i Catalogue of Life.